# After You've Gone (court métrage)
Pour les articles homonymes, voir After You've Gone.
Pour plus de détails, voir Fiche technique et Distribution.
After You've Gone est un court métrage d'animation américain réalisé par Walt Disney Productions, sorti initialement le 20 avril 1946, comme une séquence du film La Boîte à musique, puis seul en Finlande le 18 février 1983. 

## Synopsis
Quatre instruments de musique, clarinette, percussions, piano et contrebasse s'affrontent dans une vision surréaliste.

## Fiche technique
- Titre original : After You've Gone
- Producteur : Walt Disney
- Production : Walt Disney Productions
- Distributeur : Buena Vista Pictures
- Format d'image : Couleur (Technicolor)
- Son : Mono
- Musique originale[2] : Turner Layton
- Langue : (en)
- Pays de production :  États-Unis
- Durée : 4 min
- Dates de sortie :
  - États-Unis Dans La Boîte à musique : 20 avril 1946
  - Finlande: 18 février 1983 [2]

## Commentaires
L'orchestre de Benny Goodman était constitué ainsi :
- Benny Goodman	 : clarinette
- Cozy Cole : percussion
- Sid Weiss : contrebasse
- Teddy Wilson : piano

Maltin et Beck considèrent que ce qui doit rester du film sont les deux musiques de Benny Goodman, qui ont bien inspiré l'équipe de Disney, : All the Cats join in est une délicieuse évocation de l'insouciance américaine au début des années 1940 et After You've Gone l'une des meilleures animation surréaliste de Disney.